# Сёдерберг, Давид
Давид Сёдерберг (швед. David Söderberg; род. 11 августа 1979 года, Вёюри, Финляндия) — финский метатель молота. Участник трёх летних Олимпийских игр (2004, 2012, 2016). На Играх 2016 года занял восьмое место.
Участник 7 подряд чемпионатов Европы (2002—2018).